# Художньо-меморіальний музей Олени Кульчицької
Художньо-меморіальний музей Олени Кульчицької — музейний заклад художньо-меморіального спрямування, філія Національного музею у Львові імені Андрея Шептицького, експозиція музею присвячена особі та творчості визначної української художниці-графіка, ілюстраторки, живописиці, майстерки декоративно-ужиткового мистецтва, педагогині та громадської діячки Олени Кульчицької (1877–1967).

## Створення
Музей відкрито 21 квітня 1971 р. у колишньому помешканні та творчій майстерні художниці, в якому мисткиня жила і творила від 1938 р., коли разом із матір’ю та сестрою Ольгою переїхала з Перемишля до Львова, на третьому поверсі житлового будинку (пам’ятки архітектури кінця ХІХ століття), розташованого на вулиці Листопадового Чину, 7.
Уся творча спадщина, помешкання та особисті речі художниці,  згідно з її заповітом, були передані в дар українському народові в особі Національного музею у Львові.

## Експозиція
До 130-річчя від дня народженя художниці-графіка,у 2007 р., експозиція була поновлена.  
Експозиція музею, що розгорнена у чотирьох просторих кімнатах оселі художниці, всебічно презентує творчий доробок мисткині у різних жанрах та видах образотворчого і ужиткового мистецтва. В експозиції представлені малярство, графіка, декоративно-ужиткове мистецтво, публіцистична спадщина, меморіальні предмети та архівні матеріали, що засвідчують багатогранність пошуків та творчих звитяг мисткині. Максимально збережений інтер’єр помешкання художниці відтворює її естетичні уподобання щодо художнього оформлення міського житла в контексті творчого інтерпретування української народної традиції.  
В експозиції Олена Кульчицька представлена як новатор й творець модерного вислову в українській художній культурі. Зокрема, експонуються килими та меблі в українському стилі, виконані за проектами сестер Олени та Ольги Кульчицьких (Ольга Кульчицька (1874-1940) - майстриня декоративно-ужиткового мистецтва, вчителька ручних робіт у Дівочому інституті в Перемишлі) та  цінна колекція народної кераміки зі збірки художниці. Знайшли місце в кімнатах музею і знаряддя мистецької праці — верстат для друкування гравюр, граверні різці, ткацький верстат.  
Емалями у стилістиці модерну, що стали початком відродження цієї техніки в Україні, представлений в експозиції віденський період (1905-1907 рр.) творчості художниці: триптихи «Пори року», «Народне мистецтво», касетка із міді, оздоблена емаллю, низка жіночих прикрас. За касетку мисткиня отримала найвищу нагороду Торгово-промислової палати у Відні 1907 року.   До віденського перілду відносяться  і перші графічні твори у техніці чорно-білого та кольорового лінориту, що презентовані в музеї: «Жниці», «Пастушок», «Жнива», «Над потоком», «Молодий гуцул» (1903-1906 рр.). Ці твори виконані лінією та силуетом без тональних переходів, у графічній манері, притаманній раннім творам мисткині.
В майстерні та особистій кімнаті художниці зібране олійне малярство: картини, написані на пленері під час побуту у Косові (1908-1913 рр.), та у с. Домажир біля Львова; імпресіоністичні етюди з подорожі на Адріатику( 1911 р. ); олійний твір «Богородиця "Золотий Колос"» - зразок новаторських пошуків у стилі українського модерну, та графічні твори, з якими художниця брала участь у всеукраїнських виставках у Києві (1911 р., 1913 р.).
У особистій кімнаті збережено прижиттєве облаштування помешкання художниці - відтворено фрагмент інтер'єру помешкання Кульчицьких у Перемишлі з килимом «Богородиця з ангелами» та іконою «Богородице, Діво Маріє, молися за нами» (1908 р.).